# Jarrin Solomon
Jarrin Solomon, född den 11 januari 1986 i Albuquerque, USA, är en trinidisk friidrottare inom kortdistanslöpning.
Han ingick i Trinidad och Tobagos lag som tog OS-brons på 4 x 400 meter stafett vid friidrottstävlingarna 2012 i London.